# Die Vögel (opera)

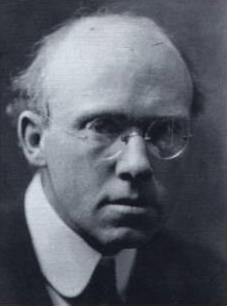
Walter Braunfels 1920

Die Vögel (Fåglarna), Op. 30 är en opera i en prolog och två akter med musik och text av Walter Braunfels. Libretto var en fri bearbetning av Aristofanes pjäs Fåglarna vilken framfördes på Dionysosteatern i Aten 414 f.Kr.

## Historia
Braunfels började komponera operan 1913 och slutfördes den 1919. Partituret trycktes av Universal Edition i Wien 1920.

## Uppförandehistorik
Operan hade premiär den 20 november 1920 på Nationaltheater i München med Bruno Walter som dirigent och Maria Ivogün (Näktergalen) och Karl Erb (Hoppet) i de ledande rollerna. Operan framfördes mer än 50 gånger i München de kommande två åren och åtföljdes av uppsättningar i Berlin, Wien och Köln. (där Otto Klemperer dirigerade).
Den första uppsättningen i efterkrigstid skedde i Karlsruhe år 1971. Ytterligare uppsättningar gick av stapeln i Bremen 1991, samt ett konsertant uppförande i Berlin i december 1994.
Nyligen har operan getts i olika operahus i Europa:
- på Grand Théâtre de Genève i februari 2004, med Ulf Schirmer som dirigent av Orchestre de la Suisse Romande[4]
- på Teatro Lirico di Cagliari i april/maj 2007 (den italienska premiären dirigerades av Roberto Abbado)[5]
- på Konzerthaus Berlin i mars 2009 (två konsertframförande inklusive en videoinspelning med Lothar Zagrosek som dirigent av Konzerthausorchester Berlin)[6]

Premiären i USA skedde 2005 vid Spoleto Festival USA i Charleston, South Carolina med Julius Rudel som dirigent. Den framfördes senare i april 2009 på Los Angeles Opera med James Conlon som dirigent.

## Personer
| Roller                                                                   | Stämma     | Premiärbesättning 30 november 1920 (Dirigent: Bruno Walter) |
| ------------------------------------------------------------------------ | ---------- | ----------------------------------------------------------- |
| Nachtigall (Näktergalen)                                                 | hög sopran | Maria Ivogün                                                |
| Hoffegut (Goda Hoppet), medborgare i den stora staden                    | tenor      | Karl Erb                                                    |
| Ratefreund (God vän), mänsklig medborgare i den stora staden             | hög bas    |                                                             |
| Zaunschlüpfer (Gärdsmygen)                                               | sopran     |                                                             |
| Wiedhopf (Härfågeln), en gång mänsklig, nu fåglarnas kung                | baryton    | Friedrich Brodersen                                         |
| 1. Drossel (1:e trasten)                                                 | låg sopran |                                                             |
| 2. Drossel (2:e trasten)                                                 | sopran     |                                                             |
| Prometheus                                                               | baryton    |                                                             |
| Adler (Örnen)                                                            | bas        |                                                             |
| Zeus röst                                                                | baryton    |                                                             |
| Flamingo                                                                 | tenor      |                                                             |
| Rabe (Korpen)                                                            | bass       |                                                             |
| 3 svalor, 2 titor, 4 duvor, 4 göktytor, 2 skatlärkor, 3 gökar, fågelkör, |            |                                                             |

## Handling
Näktergalen välkomnar publiken till fåglarnas värld där endast kärlek och lycka råder. Men hon erkänner att någonstans inom henne finns en ouppfylld längtan. 
Två vandrare når det förlovade landet; Goda Hoppet flyr från den dekadenta världen och Goda Vännen försöker läka sitt brustna hjärta. De möter Gärdsmygen som klagar över att fåglarna inte har ett eget rike. Goda Hoppet föreslår att de bygger en fästning. Näktergalen kysser Goda Vännen som övermannas av händelsen. Fåglarna bygger klart fästningen men Prometheus varnar dem för att utmana Zeus. De bryr sig inte om honom men en storm förstör fästningen. Fåglarna beklagar sin arrogans och ödmjukar sig inför gudarna. Goda Hoppet finner frid i det lilla livet medan Goda Vännen blev lycklig av Näktergalens kyss.

## Orkesterbesättning
Partituret innehåller följande instrument: 
- 3 flöjter, 1 flöjt bakom scenen, oboe, Engelskt horn, 2 klarinetter i A, 2 fagotter;
- 4 valthorn i E, 2 trumpeter, 3 tromboner, tuba;
- cymbaler, slagverk, 2 harpor, celesta;
- stråkar: (violin I, violin II, viola, violoncello, kontrabas).[1]

## Inspelningar
1996 släppte Decca den första inspelningen av operan i serien Entartete Musik. Inspelningen gjordes i Jesus-Christus-Kirche i Berlin-Dahlem i december 1994, med Lothar Zagrosek som dirigent av Deutsches Symphonie-Orchester Berlin.